# Bereschki (Kaliningrad, Prawdinsk)
Bereschki (Бережки, deutsch Plaustendorf)  ist der Name eines untergegangenen Ortes in der russischen Oblast Kaliningrad (Gebiet Königsberg (Preußen)). Die vorhandenen Reste  liegen im Bereich des Munizipalkreises Rajon Prawdinsk (Stadtkreis Friedland).

## Geographische Lage
Die Ortsstelle Bereschkis liegt am Nordufer der Lawa (deutsch Alle) in der südlichen Mitte der Oblast Kaliningrad, vier Kilometer nordöstlich der einstigen Kreis- und heutigen Rajonshauptstadt Friedland (russisch Prawdinsk) bzw. 29 Kilometer nordöstlich der zwischenzeitlichen und heute auf polnischem Hoheitsgebiet gelegenen Kreismetropole Bartenstein (polnisch Bartoszyce).

## Geschichte
1358 ist das Gründungsjahr des keinen Dorfes Pilseten, das nach 1358 Plausten, nach 1542 Plawsten imd vor 1820 bis 1947 Plaustendorf genannt wurde.
Als 1874 der Amtsbezirk Karschu (polnisch Kisseljowka) im ostpreußischen Kreis Friedland (1927 bis 1945 „Kreis Bartenstein)“ errichtet wurde, war Plaustendorf von Anfang an eingegliedert. Im Jahre 1910 zählte die Landgemeinde Plaustendorf 44 Einwohner.
Am 30. September 1928 schloss sich die Landgemeinde Plaustendorf mit dem Gutsbezirk und der Landgemeinde Karschau (polnisch Kisseljowka) zur neuen Landgemeinde Kisseljowka zusammen.
Als 1945 in Kriegsfolge das gesamte nördliche Ostpreußen an die Sowjetunion fiel, war auch Plaustendorf, nun als Wohnplatz von Karschau, davon betroffen. 1947 erhielt der Ort die russische Namensform „Kisseljowka“ und wurde in den Poretschinski selski Sowet/okrug (Dorfsowjet Poretschje) eingegliedert. War der Ort nach 1947 schon teilweise besiedelt, so nahm die Zahl der Neusiedler jedoch stetig ab. Bereits lange Zeit vor 1988 war der Ort verlassen und gilt heute als untergegangen. Seine Ortsstelle gehört zum Munizipalkreis Rajon Prawdinsk (Stadtkreis Friedland).

## Religion
Bis 1945 war Plaustendorf in das Kirchspiel der evangelischen Kirche Klein Schönau (polnisch Oktjabrskije) in der Kirchenprovinz Ostpreußen der Kirche der Altpreußischen Union, außerdem in die römisch-katholische Pfarrei Tapiau, ab 1931 Friedland, im Bistum Ermland eingepfarrt.

## Verkehr
Die kaum noch erkennbare Ortsstelle von Bereschki ist von Kisseljowka (Karschau) aus zu erreichen.